# Carlos Alberto da Fontoura
Carlos Alberto da Fontoura GCC • GCA • GCIH (Cachoeira do Sul, 23 de setembro de 1912 — 11 de julho de 1997) foi um general brasileiro, chefe do Serviço Nacional de Informações (SNI) entre 1969 e 1974, período mais violento da ditadura brasilera.

## Biografia

General Carlos Alberto da Fontoura, de óculos, 1970.

Foi chefe do Serviço Nacional de Informações (SNI) de 1969 a 1974. Foi também embaixador do Brasil em Portugal de 1974 a 1978. Formou-se pela Escola Militar do Realengo em 1934. Entre 1965 e 1966 foi subchefe de gabinete do Ministro do Exército Artur da Costa e Silva, em 1967 tornou-se Chefe do Estado-Maior do III Exército, posto em que permaneceu até 1969, quando foi nomeado chefe do SNI. A 2 de Março de 1971 foi agraciado com a Grã-Cruz da Ordem Militar de Cristo, a 18 de Julho de 1972 foi agraciado com a Grã-Cruz da Ordem Militar de Avis e a 26 de Julho de 1973 foi agraciado com a Grã-Cruz da Ordem do Infante D. Henrique de Portugal. Foi transferido para a reserva em 1976, com o posto de general de divisão.
Era neto do coronel Isidoro Neves da Fontoura, sobrinho de João Neves da Fontoura e de Floriano Neves da Fontoura.
É pai do coronel de Artilharia Antonio Carlos Nino da Fontoura Rodrigues, hoje aposentado.